# Henri Galau
Henri Galau (Vilafranca de Conflent, 18 de juliol del 1897 – Tolosa de Llenguadoc, 1 de febrer del 1950) va ser un jugador de rugbi a 15 francès que va competir a la dècada de 1920.
El 1924 va ser seleccionat per jugar amb la selecció de França de rugbi a 15 que va prendre part en els Jocs Olímpics de París, on guanyà la medalla de plata.
Pel que fa a clubs, jugà al Stade Toulousain, amb qui guanyà la lliga francesa de 1922, 1923 i 1924.